# Pizzoli
Pizzoli ist eine italienische Gemeinde (comune) mit 4299 Einwohnern (Stand 31. Dezember 2023) in der Provinz L’Aquila in den Abruzzen. Die Gemeinde liegt etwa 12 Kilometer nordwestlich von L’Aquila am Nationalpark Gran Sasso und Monti della Laga und ist Teil der Comunità montana Amiternina. Der Aterno fließt durch die Gemeinde. 

## Geschichte
Im Gemeindegebiet lag die sabinische Stadt Amiternum. 

## Verkehr
Durch die Gemeinde führen die frühere Strada Statale 80 del Gran Sasso d’Italia von L’Aquila nach Giulianova und die frühere Strada Statale 260 Picente (heute jeweils Regionalstraßen). 

## Gemeindepartnerschaften
Pizzoli unterhält eine inneritalienische Partnerschaft mit der Gemeinde Carpino in der Provinz Foggia.

## Söhne und Töchter der Stadt
- Enrico Feroci (* 1940), römisch-katholischer Geistlicher, Erzbischof, Kardinal